# Gauliga Oberschlesien
La Gauliga Oberschlesien fue la liga de fútbol más importante de la Provincia de Alta Silesia jurante el periodo de la Alemania Nazi de 1941 a 1945.

## Historia
La liga fue creada en 1941 luego de que la Gauliga Schlesien se dividiera en dos Gauligas separadas luego de que Alemania Nazi tomara el territorio de Polonia y que los nazis hicieran una reorganización geopolítica del país.
En su primera temporada la liga contó con la participación de diez equipos, los cuales se enfrentaban todos contra todos a visita recíproca, en donde el campeón clasificaba a la fase nacional de la Gauliga y los tres últimos lugares de la liga descendían de categoría. 
La liga mantuvo el sistema de competición hasta su última temporada en 1943/44, ya que la temporada 1944/45 no se pudo jugara a causa de la Segunda Guerra Mundial.
El territorio fue ocupado por la Unión Soviética, la cual anexó el territorio a Polonia nuevamente, provocando la salida de los alemanes de la región y los clubes de fútbol desaparecieron.

## Equipos Fundadores
Estos fueron los diez equipos que jugaron la temporada inaugural de la liga en 1941/42:
| - Germania Königshütte - Bismarckhütter SV 99 - Vorwärts-Rasensport Gleiwitz - TuS Lipine - Beuthener SuSV 09 | - TuS Schwientochlowitz - 1. FC Kattowitz - Hindenburg 09 - RSG Myslowitz - SC Preußen Hindenburg |

## Lista de campeones
| Temporada | Campeón              | Finalista            |
| --------- | -------------------- | -------------------- |
| 1941-42   | Germania Königshütte | Bismarckhütter SV 99 |
| 1942-43   | Germania Königshütte | TuS Lipine           |
| 1943-44   | Germania Königshütte | TuS Lipine           |

## Posiciones Finales 1942-44
| Club                         | 1942 | 1943 | 1944 |
| ---------------------------- | ---- | ---- | ---- |
| Germania Königshütte         | 1    | 1    | 2    |
| Bismarckhütter SV 99         | 2    | 4    | 3    |
| Vorwärts-Rasensport Gleiwitz | 3    | 5    | 8    |
| TuS Lipine                   | 4    | 2    | 1    |
| Beuthener SuSV 09            | 5    | 6    | 9    |
| TuS Schwientochlowitz        | 6    | 7    | 10   |
| 1. FC Kattowitz              | 7    | 8    | 7    |
| Hindenburg 09                | 8    | 9    |      |
| RSG Myslowitz                | 9    |      |      |
| SC Preußen Hindenburg        | 10   |      | 4    |
| Sportfreunde Knurow          |      | 3    | 6    |
| Adler Tarnowitz              |      | 10   |      |
| Reichsbahn SG Kattowitz      |      |      | 5    |